# Laura Friedman
Laura Syril Friedman (New York, 3 dicembre 1966) è una politica e produttrice cinematografica statunitense, membro della Camera dei Rappresentanti per lo stato della California dal 2025.

## Biografia

### Formazione e vita professionale
Nata a New York in una famiglia di origini ebraiche, Laura Friedman si laureò presso l'Università di Rochester e successivamente si trasferì in California.
Tra il 1994 e il 1997, fu vicepresidente del reparto sviluppo della Rysher Entertainment, una casa di produzione cinematografica. Tra le pellicole di cui fu co-produttrice e produttrice esecutiva ci furono Matrimonio a 4 mani, Arresti familiari e Foxfire. Supervisionò lo sviluppo della serie televisiva Highlander e fu coinvolta nella creazione di altre popolari fiction, tra cui Oz.
Dopo aver lasciato la Rysher, fu vicepresidente della Cort/Madden Productions. Fondò inoltre PlanetGlass.net, un'attività online di commercio di vetri pregiati e gioielli.

### Carriera politica

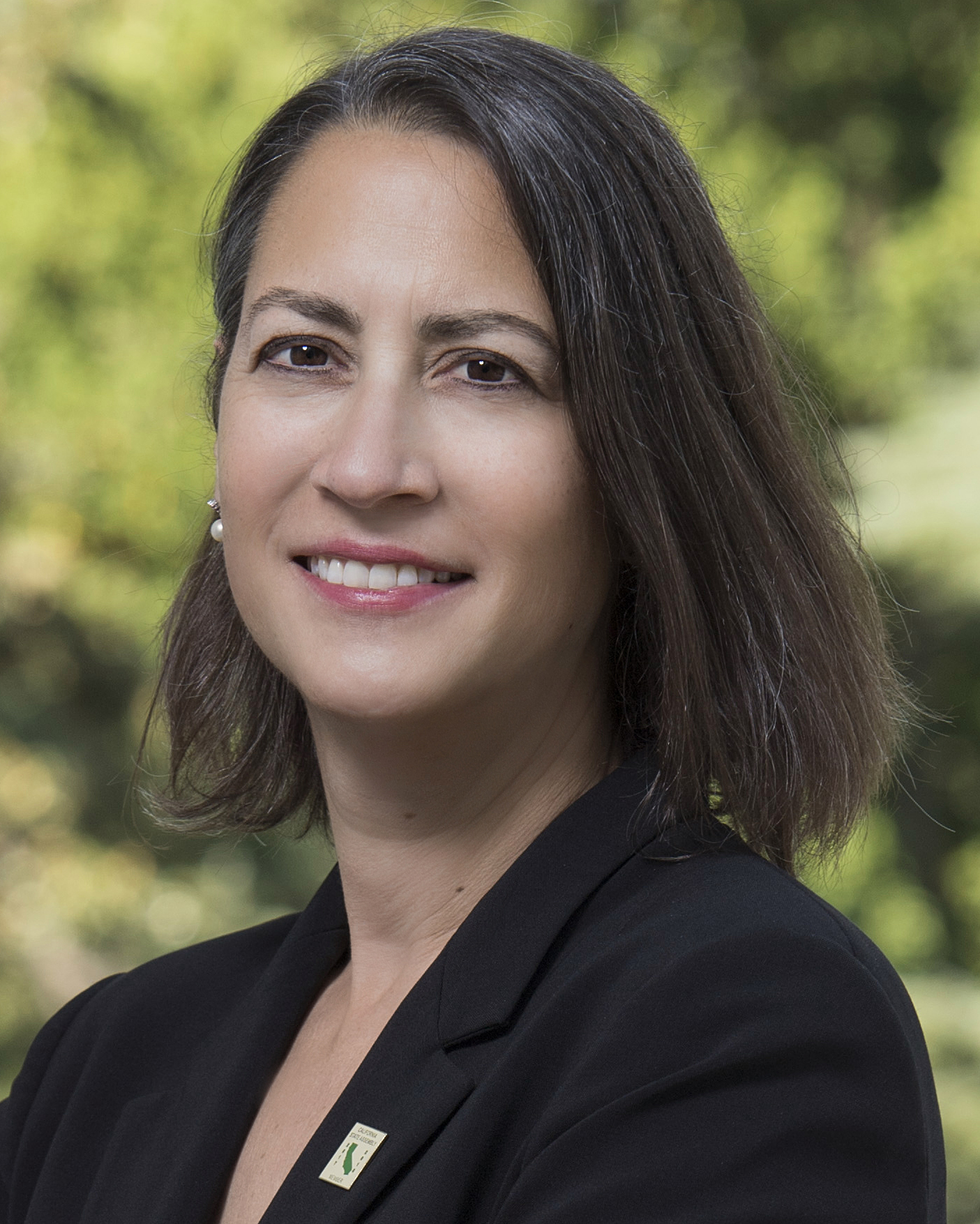
Laura Friedman all'Assemblea dello Stato della California nel 2018

Entrata in politica con il Partito Democratico, nel 2009 venne eletta all'interno del consiglio comunale di Glendale, dove restò fino al 2016. Nel 2011 i colleghi consiglieri la elessero all'unanimità per il ruolo di sindaco della città. In veste di sindaca, uno dei suoi maggiori impegni politici fu quello volto ad implementare misure di mobilità sostenibile.
Nel 2016, Laura Friedman si candidò per un seggio all'interno dell'Assemblea dello Stato della California e riuscì ad essere eletta.
Gli elettori la riconfermarono per altri tre mandati nel 2018, nel 2020 e nel 2022.
Le sue iniziative politiche si concentrarono sui temi della sostenibilità ambientale, dell'assistenza sanitaria e del contrasto alle molestie sessuali. Già nel corso del suo primo mandato da legislatrice, divenne capo di una sottocommissione che si occupò di riscrivere le regole dell'assemblea in materia di condotta sessuale, con l'obiettivo di divenire un modello positivo anche al di fuori della California.
Introdusse un disegno di legge, poi approvato, tramite il quale la California divenne il primo stato a bandire il commercio delle pellicce.
Nel 2023, quando il deputato Adam Schiff annunciò l'intenzione di lasciare la Camera dei Rappresentanti, Laura Friedman rese nota la propria candidatura per succedergli nelle elezioni parlamentari del 2024, ottenendo l'appoggio pubblico del Los Angeles Times e divenendo la principale favorita per la vittoria del seggio.
Giunse al primo posto nelle primarie e sfidò al ballottaggio il repubblicano Alex Balekian. Al termine della campagna elettorale, Laura Friedman prevalse sull'avversario con il 68,4% dei voti, divenendo deputata al Congresso.
Ideologicamente, Laura Friedman si configura come democratica progressista; una volta eletta deputata, entrò a far parte del Congressional Progressive Caucus.

### Vita privata
Sposata con l'architetto paesaggista Guillaume Lemoine, Laura Friedman ebbe da lui una figlia di nome Rachel.
Dopo essere guarita da un cancro al seno, fondò insieme al marito un'iniziativa sociale che prevedeva un tour dei giardini di Glendale per finanziare programmi di riabilitazione per i malati di tumore.